# Копая (окръг, Мисисипи)
Окръг Копая (на английски: Copiah County) е окръг в щата Мисисипи, Съединени американски щати. Площта му е 0 km², а населението - 28 757 души (2000). Административен център е град Хейзълхърст.